# Paul Butzer
Paul Butzer   (Mülheim del Ruhr, 15 d'abril de 1928) és un matemàtic i historiador de les matemàtiques alemany, nacionalitzat canadenc.

## Vida i Obra
Butzer era fill d'uns pares fortament oposats al nazisme. El 1937 el seu pare, que havia anat de viatge a Holanda, no va retornar al seu país i se les va arreglar per tornar a reunir la seva família a Londres l'any següent. L'inici de la Segona Guerra Mundial i els bombardejos de Londres, van fer que Butzer i el seu germà fossin escolaritzats en diferents escoles del Regne Unit i, també, que fossin detinguts uns mesos del 1940 a l'Illa de Man, com súbdits d'una potència enemiga. El 1941 la família es va traslladar al Canadà, fixant la seva residència a Montreal. Al Canadà va estudiar al Loyola College (actual universitat Concòrdia de Montreal) i a la universitat de Toronto en la qual va obtenir el doctorat el 1951 amb una tesi sobre els polinomis de Bernstein dirigda per George G. Lorentz.
Després d'uns anys com professor de matemàtiques a la universitat McGill de Montreal, va retornar al seu país natal. Després de ser professor pocs anys a les universitats de Magúncia i de Würzburg, el 1958 va ser nomenat professor de la Universitat Tècnica de Renània-Westfàlia a Aquisgrà, en la qual es va retirar el 1993 passant a ser professor emèrit.
A Aquisgrà va establir una sòlida escola de teoria de l'aproximació, de la qual van derivar els seus treballs en teoria dels senyals (a partir de 1970) i en teoria de la probabilitat (a partir de 1975). També va publicar diverses obres d'història de les matemàtiques, però en aquest camp els seus interessos van ser molt diversos i tan publicaba un ampli estudi sobre un matemàtic del segle XIX com Elwin Bruno Christoffel com es dedicava a l'estudi dels matemàtics de la regió d'Aquisgrà en els segles IX a XI, el període que elll denominava renaixement carolingi-otonià.